# El Villaró (Riner)
El Villaró és una masia situada al municipi de Riner, a la comarca catalana del Solsonès.